# Keef Cowboy
Robert Keith Wiggins (20 septembre 1960 - 8 septembre 1989), connu sous ses noms de scène de Keef Cowboy ou Cowboy, est un artiste de hip-hop américain, membre de Grandmaster Flash and the Furious Five. C'est à lui qu'on attribue le plus souvent l'invention du terme « hip-hop ».
En 2007, Keeth Cowboy est intronisé au Rock and Roll Hall of Fame avec les autres membres de Grandmaster Flash and the Furious Five.

## Biographie
Wiggins est recruté pour la première fois au sein des Furious Five par son ami Grandmaster Flash en 1978. Il est alors danseur et hype man pour le groupe, et est un pionnier dans l'utilisation du style d'appel et réponse pour communiquer avec le public. En 1983, il quitte le groupe et rejoint Melle Mel, avec qui il enregistre le single « White Lines (Don't Don't Do It) », suivi de l'album Grandmaster Melle Mel and the Furious Five en 1985.
Keeth Cowboy est généralement réputé pour avoir inventé le terme « hip hop » en 1978 alors qu'il charrie un ami qui vient de rejoindre l'armée américaine. Il le fait en chantant en scat les mots inventés « hip / hop / hip / hop » d'une manière qui imite le rythme du pas cadencé des soldats. Cowboy intègre ensuite cette séquence « hip hop » dans ses prestations scéniques,.
Cowboy est dépendant de la cocaïne au cours des deux dernières années de sa vie et meurt d'une overdose de drogue en 1989.
Keeth Cowboy est mentionné dans la chanson de 1998 « In Memory Of… » de Gang Starr, qui rend hommage à plusieurs personnalités du hip-hop disparues.

## Discographie

### Albums[7]
- Grandmaster Flash & the Furious Five - The Message (1982)
- Grandmaster Flash & the Furious Five - Greatest Messages (1983)
- Grandmaster Melle Mel & the Furious Five - Grandmaster Melle Mel and the Furious Five (1985)
- Grandmaster Flash & the Furious Five - On the Strength (1988)